# Jeff Nelson (Musiker, 1963)
Jeffrey David „Jeff“ Nelson (* 16. Februar 1963 in Sellersville, Pennsylvania) ist ein US-amerikanischer Jazzmusiker (Bassposaune, auch Posaune, Kontrabassposaune, Arrangement).

## Leben und Wirken
Nelson besuchte die Fredonia School of Music (am College der State University of New York at Fredonia) und studierte anschließend an der State University of New York (Abschluss 1985). Erste Aufnahmen entstanden 1983 mit dem Fredonia Jazz Ensemble (Royal Flush); in den folgenden Jahren arbeitete er u. a. mit der Dave Stryker/Bill Warfield Big Band und Peter Herborn (Large One/Two, 1997/2000). Mitte der 1990er Jahre gründete er das Posaunen-Quartett New York Trombone Conspiracy (für dessen Album A Matter of Time von 1997 er auch arrangierte). Ab den 2000er-Jahren spielte er auch in der Bigband von David Liebman, Bill Mobleys Space Time Big Band, dem NewYorkestra (Urban Soundscapes, u. a. mit Mike Holober), James Carter, dem Anita Brown Jazz Orchestra, dem Pete McGuinness Jazz Orchestra und Mike Holobers The Gotham Jazz Orchestra (This Rock We’re On: Imaginary Letters, 2024).
.
Im folgenden Jahrzehnt spielte Nelson auch im Asuka Kakitani Jazz Orchestra, Tommy Igoe & The Birdland Big Band, JC Sanford Orchestra und in Michael Formaneks Ensemble Kolossus (The Distance, 2016). Im Bereich des Jazz war er zwischen 1983 und 2014 an 30 Aufnahmesessions beteiligt, u. a. auch mit Terence Blanchard (Soundtrack von Clockers, 1995), Max Seigel, Harry Connick Jr., Jimmy Heath, Sting und Michel Legrand. Er spielte außerdem im Manhattan Chamber Orchestra sowie im Dan Pugach Nonet (2019) und ist seit 1997 in verschiedenen Broadway-Orchestern tätig, u. a. in den mit den Tony Awards ausgezeichneten Musicals Sunset Boulevard, Titanic, Fosse und Thoroughly Modern Millie.